# Мерик
Окръг Мерик (на английски: Merrick County) е окръг в щата Небраска, Съединени американски щати. Площта му е 1282 km², а населението - 8204 души (2000). Административен център е град Сентрал Сити.